# Frauenchiemsee
Frauenchiemsee, également nommée Fraueninsel (l'Île aux Femmes / l'Île aux Dames), est une île du Chiemsee, lac surnommé la « mer bavaroise ».

## Géographie
L'île fait 300 m de large et 600 m de long pour une superficie totale de 15,5 ha. En 2011, sa population est de 300 habitants environ.

## Histoire

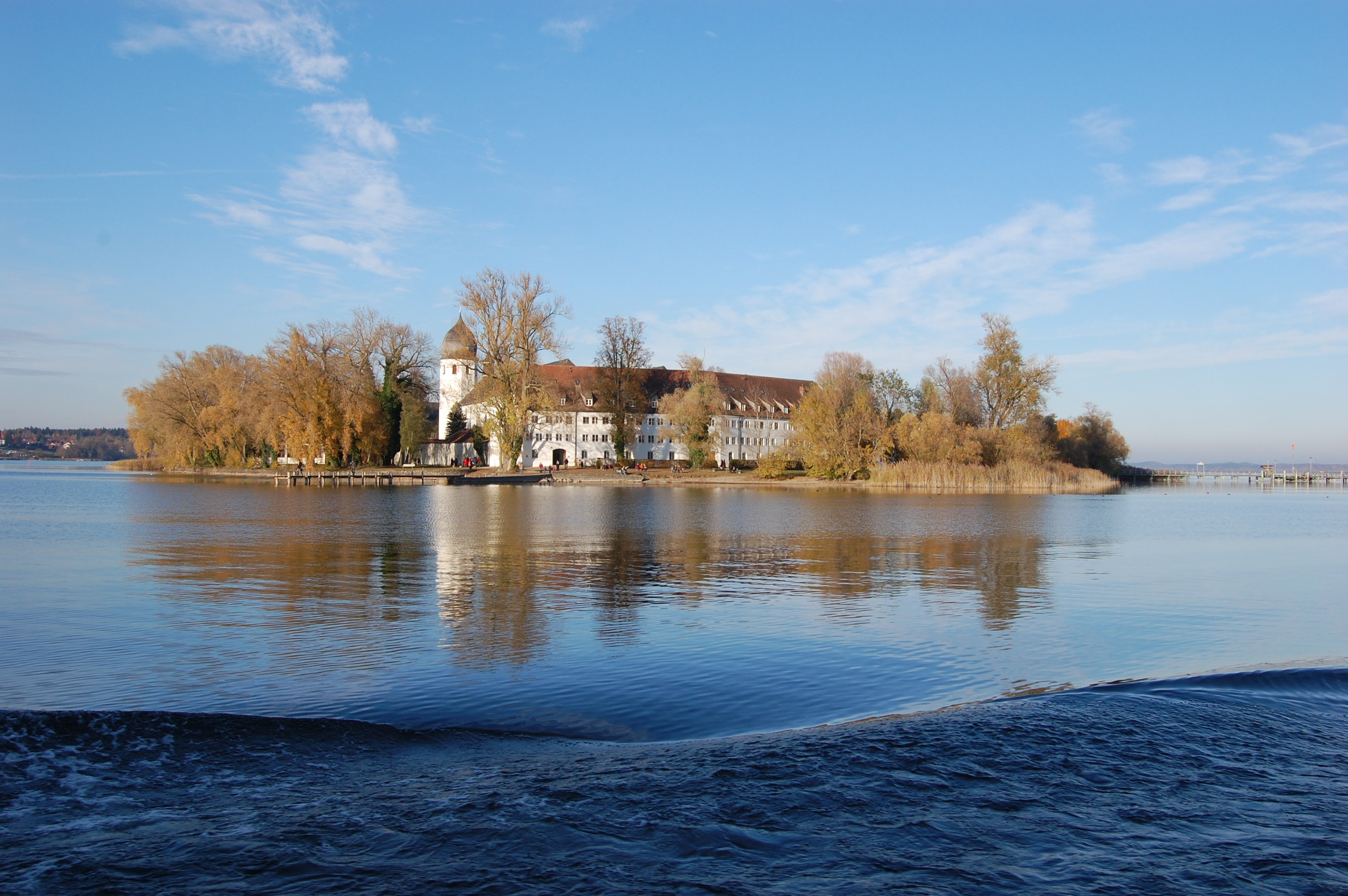
Le couvent en 2009.

La pointe de l'île est occupée par un couvent de religieuses bénédictines fondé par le duc Tassilon III de Bavière en 782 ; c’est cette présence de religieuses qui lui a valu son nom d'île aux Dames. Reconstruit après les invasions hongroises, le couvent a connu son âge d'or du XIe au XVe siècle. Ses bâtiments ont été à nouveau reconstruits entre 1728 et 1732. Au moment de la sécularisation en 1803, il a perdu son statut de monastère, qui lui a été restitué en 1837 par le roi Louis Ier de Bavière. En 2007, il abrite encore trente bénédictines.
Dans le cimetière de l'île se trouvent les tombes du peintre Emil Lugo (1840-1902), de l'écrivain Wilhelm Jensen (1837-1911) et son épouse. On y trouve aussi la tombe de la famille du général Jodl où est inscrite une épitaphe à son propos ; exécuté en 1946 à la suite du procès de Nuremberg, au cours duquel ont été jugés les principaux criminels de guerre nazis de la Seconde Guerre mondiale, il a ensuite été partiellement réhabilité.

## Transports
L'île est accessible par bateau depuis Gstadt, Prien am Chiemsee et Seebruck. Elle est sans voiture.